# McLean (Nebraska)
McLean é uma vila localizada no estado americano de Nebraska, no Condado de Pierce.

## Demografia
Segundo o censo americano de 2000, a sua população era de 38 habitantes.
Em 2006, foi estimada uma população de 36, um decréscimo de 2 (-5.3%).

## Geografia
De acordo com o United States Census Bureau, a localidade tem uma área de 0,2 km², sem área coberta por água.

## Localidades na vizinhança
O diagrama seguinte representa as localidades num raio de 16 km ao redor de McLean.